# Otto Hupp

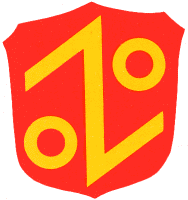
Herb Miasta Koszalin. Autor Otto Hupp

Współczesny herb Miasta Miastko wzorowany na projekcie Otto Huppa

Otto Hupp (ur. 21 maja 1859 w Düsseldorfie, zm. 31 stycznia 1949 w Oberschleißheim) – niemiecki grafik i heraldyk, twórca ponad 6000 rysunków herbów. 
Jest autorem Wappen und Siegel der deutschen Städte, Flecken und Dörfer (pol. Herby i pieczęcie niemieckich miast i wsi) – rozpoczętego w 1895 cyklu albumów heraldycznych. Z planowanych 10 tomów ukazało się 5. Współpracował także z wytwórnią kawy Kaffee HAG, która zdecydowała się promować swój produkt poprzez dodawanie do produktu wizerunków herbów wraz z opisami. W dwóch seriach, wydanych w latach 1913–1918 oraz 1926–1938 ukazało się łącznie 3300 wizerunków herbów autorstwa Otto Huppa. Kolekcjonowano je w albumach, co przyczyniło się do popularyzacji heraldyki wśród Niemców. 
Otto Hupp projektował również herby na zlecenie gmin, które ich nie posiadały bądź też chciały zmienić wzór. Jego dziełem jest herb Bawarii, przyjęty przez ten kraj związkowy w 1923, jednakże po II wojnie światowej zmieniono go na inny.
Otto Hupp zaprojektował m.in. używany od 1938 roku herb Koszalina, który z małą modyfikacją używany był do 1959 oraz herb powiatu Rummelsburg i. Pom. (miasteckiego) – zatwierdzony w 1932 i w nieco zmodyfikowanej formie używany współcześnie jako herb Miastka.